# Boksning under sommer-OL 2016
Bokseturneringerne ved Sommer-OL 2016 i Rio de Janeiro fandt sted i perioden 6.-21. august 2016 i Pavilion 6 i Riocentro.

## Deltagende lande
- Algeriet (8)
- Argentina (7)
- Armenien (5)
- Australien (3)
- Aserbajdsjan (11)
- Hviderusland (3)
- Brasilien (9)
- Bulgarien (3)
- Cameroun (4)
- Canada (3)
- Kap Verde (1)
- Centralafrikanske Republik (1)
- Kina (11)
- Colombia (5)
- Republikken Congo (2)
- Kroatien (2)
- Cuba (10)
- Den Dominikanske Republik (2)
- Ecuador (4)
- Egypten (4)
- Mikronesien (1)
- Fiji (1)
- Finland (1)
- Frankrig (11)
- Tyskland (6)
- Ghana (1)
- Storbritannien (12)
- Haiti (1)
- Honduras (1)
- Ungarn (2)
- Indien (3)
- Iran (1)
- Irak (1)
- Irland (8)
- Italien (7)
- Japan (2)
- Jordan (2)
- Kasakhstan (12)
- Kenya (3)
- Kirgisistan (1)
- Sydkorea (1)
- Lesotho (2)
- Litauen (2)
- Mauritius (2)
- Mexico (6)
- Mongoliet (6)
- Marokko (10)
- Namibia (2)
- Holland (3)
- Nigeria (1)
- Panama (1)
- Papua Ny Guinea (1)
- Filippinerne (2)
- Polen (2)
- Puerto Rico (1)
- Qatar (2)
- Rumænien (1)
- Rusland (11)
- Seychellerne (1)
- Spanien (2)
- Sverige (1)
- Kinesisk Taipei (2)
- Tadsjikistan (1)
- Thailand (5)
- Trinidad og Tobago (1)
- Tunesien (2)
- Tyrkiet (6)
- Turkmenistan (1)
- Uganda (2)
- Ukraine (5)
- USA (8)
- Usbekistan (11)
- Vanuatu (1)
- Venezuela (8)
- Amerikanske Jomfruøer (1)
- Zambia (1)

## Medaljer

### Damer
| Event      | Guld                          | Sølv                        | Bronze                        |
| ---------- | ----------------------------- | --------------------------- | ----------------------------- |
| Fluevægt   | Nicola Adams · Storbritannien | Sarah Ourahmoune · Frankrig | Ren Cancan · Kina             |
| Fluevægt   | Nicola Adams · Storbritannien | Sarah Ourahmoune · Frankrig | Ingrit Valencia · Colombia    |
| Letvægt    | Estelle Mossely · Frankrig    | Yin Junhua · Kina           | Mira Potkonen · Finland       |
| Letvægt    | Estelle Mossely · Frankrig    | Yin Junhua · Kina           | Anastasia Belyakova · Rusland |
| Mellemvægt | Claressa Shields · USA        | Nouchka Fontijn · Holland   | Dariga Shakimova · Kasakhstan |
| Mellemvægt | Claressa Shields · USA        | Nouchka Fontijn · Holland   | Li Qian · Kina                |

### Herrer
| Event          | Guld                               | Sølv                              | Bronze                                 |
| -------------- | ---------------------------------- | --------------------------------- | -------------------------------------- |
| Let-fluevægt   | Hasanboy Dusmatov · Usbekistan     | Yuberjén Martínez · Colombia      | Joahnys Argilagos · Cuba               |
| Let-fluevægt   | Hasanboy Dusmatov · Usbekistan     | Yuberjén Martínez · Colombia      | Nico Hernández · USA                   |
| Fluevægt       | Shakhobidin Zoirov · Usbekistan    | Misha Aloyan · Rusland            | Yoel Finol · Venezuela                 |
| Fluevægt       | Shakhobidin Zoirov · Usbekistan    | Misha Aloyan · Rusland            | Hu Jianguan · Kina                     |
| Bantamvægt     | Robeisy Ramírez · Cuba             | Shakur Stevenson · USA            | Vladimir Nikitin · Rusland             |
| Bantamvægt     | Robeisy Ramírez · Cuba             | Shakur Stevenson · USA            | Murodjon Akhmadaliev · Usbekistan      |
| Letvægt        | Robson Conceição · Brasilien       | Sofiane Oumiha · Frankrig         | Lázaro Álvarez · Cuba                  |
| Letvægt        | Robson Conceição · Brasilien       | Sofiane Oumiha · Frankrig         | Dorjnyambuugiin Otgondalai · Mongoliet |
| Letweltervægt  | Fazliddin Gaibnazarov · Usbekistan | Lorenzo Sotomayor · Aserbajdsjan  | Vitaly Dunaytsev · Rusland             |
| Letweltervægt  | Fazliddin Gaibnazarov · Usbekistan | Lorenzo Sotomayor · Aserbajdsjan  | Artem Harutyunyan · Tyskland           |
| Weltervægt     | Daniyar Yeleussinov · Kasakhstan   | Shakhram Giyasov · Usbekistan     | Mohammed Rabii · Marokko               |
| Weltervægt     | Daniyar Yeleussinov · Kasakhstan   | Shakhram Giyasov · Usbekistan     | Souleymane Cissokho · Frankrig         |
| Mellemvægt     | Arlen López · Cuba                 | Bektemir Melikuziev · Usbekistan  | Misael Rodríguez · Mexico              |
| Mellemvægt     | Arlen López · Cuba                 | Bektemir Melikuziev · Usbekistan  | Kamran Shakhsuvarly · Aserbajdsjan     |
| Letsværvægt    | Julio César La Cruz · Cuba         | Adilbek Niyazymbetov · Kasakhstan | Mathieu Bauderlique · Frankrig         |
| Letsværvægt    | Julio César La Cruz · Cuba         | Adilbek Niyazymbetov · Kasakhstan | Joshua Buatsi · Storbritannien         |
| Sværvægt       | Evgeny Tishchenko · Rusland        | Vasiliy Levit · Kasakhstan        | Rustam Tulaganov · Usbekistan          |
| Sværvægt       | Evgeny Tishchenko · Rusland        | Vasiliy Levit · Kasakhstan        | Erislandy Savón · Cuba                 |
| Super-sværvægt | Tony Yoka · Frankrig               | Joe Joyce · Storbritannien        | Filip Hrgović · Kroatien               |
| Super-sværvægt | Tony Yoka · Frankrig               | Joe Joyce · Storbritannien        | Ivan Dychko · Kasakhstan               |

### Medaljeoverigt
Nøgle
     Værtsnation (Brasilien)
| Placering     | Land           | Guld | Sølv | Bronze | Total |
| ------------- | -------------- | ---- | ---- | ------ | ----- |
| 1             | Usbekistan     | 3    | 2    | 2      | 7     |
| 2             | Cuba           | 3    | 0    | 3      | 6     |
| 3             | Frankrig       | 2    | 2    | 2      | 6     |
| 4             | Kasakhstan     | 1    | 2    | 2      | 5     |
| 5             | Rusland        | 1    | 1    | 3      | 5     |
| 6             | Storbritannien | 1    | 1    | 1      | 3     |
| 6             | USA            | 1    | 1    | 1      | 3     |
| 8             | Brasilien      | 1    | 0    | 0      | 1     |
| 9             | Kina           | 0    | 1    | 3      | 4     |
| 10            | Aserbajdsjan   | 0    | 1    | 1      | 2     |
| 10            | Colombia       | 0    | 1    | 1      | 2     |
| 12            | Holland        | 0    | 1    | 0      | 1     |
| 13            | Kroatien       | 0    | 0    | 1      | 1     |
| 13            | Finland        | 0    | 0    | 1      | 1     |
| 13            | Tyskland       | 0    | 0    | 1      | 1     |
| 13            | Mexico         | 0    | 0    | 1      | 1     |
| 13            | Mongoliet      | 0    | 0    | 1      | 1     |
| 13            | Marokko        | 0    | 0    | 1      | 1     |
| 13            | Venezuela      | 0    | 0    | 1      | 1     |
| Total 19 NOCs | Total 19 NOCs  | 13   | 13   | 26     | 52    |